# Polina Komar
Polina Dmitrijewna Komar (ros. Полина Дмитриевна Комар; ur. 4 listopada 1999 w Moskwie) – rosyjska pływaczka synchroniczna, mistrzyni olimpijska z Tokio.

## Kariera
W 2021 uczestniczyła w letnich igrzyskach olimpijskich w Tokio, startując w rywalizacji drużyn. W tej konkurencji zdobyła złoty medal olimpijski, dzięki rezultatowi 196,0979 pkt.
Począwszy od 2017 roku, dwukrotnie startowała w mistrzostwach świata. Medale udało się jej wywalczyć zarówno w Budapeszcie (2 złote), jak i w Gwangju (3 złote).